# Усач долгоносиковидный серый
Усач долгоносиковидный серый (лат. Mesosa nebulosa) — вид жуков-усачей из подсемейства ламиин. Распространён в Европе, Северной Африке (Тунисе, Марокко), Иране и Азербайджане. Длина тела взрослых насекомых 9—16 мм. Кормовыми растениями личинок являются различные широколиственные деревья: граб обыкновенный, каштан посевной, лещина обыкновенная, бук европейский, инжир, орех грецкий, липа, дуб.

## Синонимы
В синонимику вида входят следующие биномены:
- Aphelocnemia nebulosa (Fabricius) Villiers, 1978
- Cerambyx brevis Villers, 1789 nec Sulzer, 1776
- Cerambyx nebulator Turton, 1806
- Cerambyx nubilus Gmelin, 1790
- Haplocnemia nebulosa (Fabricius) Gruardet, 1925
- Lamia nebulosa Fabricius, 1781[4]basionym
- Lamia nubila (Schönherr) Stephens, 1829
- Mesosa nubila (Gmelin)